# Murmashi
Murmashi (russisk: Мурмаши) er en by på 16.000 indbyggere (2005), beliggende ved floden Tuloma på Kolahalvøen i Murmansk oblast i det nordvestlige Rusland ca. 23 km sydvest for Murmansk. Byen blev grundlagt som arbejdsby i 1930. I Murmashi ligger Murmansks internationale lufthavn.